# Andy Goram
Andrew Lewis Goram (ur. 13 kwietnia 1964 w Bury, zm. 2 lipca 2022) – szkocki piłkarz, występował na pozycji bramkarza. Grał dla Oldham i Hibernianu, ale został zapamiętany jako piłkarz Rangers. W 2001 został wybrany przez kibiców Rangers najlepszym bramkarzem klubu wszech czasów. Po okresie gry w Rangers krótko grał w Motherwell, Notts County, Sheffield United, Queen of the South i Coventry City, a nawet w Manchesterze Utd.

## Życiorys
Goram rozpoczął grę w Oldham jako nastolatek i w klubie tym spędził siedem lat, zanim w 1987 zakupił go edynburski Hibernian. W 1991 został sprzedany do Rangers za sumę miliona funtów; z klubem tym zwyciężył dziewięć tytułów mistrza Szkocji z rzędu i był czołową postacią półfinalisty Pucharu Mistrzów w 1993.
Był także ważnym graczem szkockiej kadry narodowej, zaliczając w niej 43 występy.
Zakończył swoją karierę w Queen of the South.
30 maja 2022 lekarze zdiagnozowali u niego nieuleczalnego raka przełyku. Zmarł 2 lipca 2022.